# Prise d'acte
 (février 2022).
La mise en forme du texte ne suit pas les recommandations de Wikipédia : il faut le « wikifier ».
Les points d'amélioration suivants sont les cas les plus fréquents :
- Les titres sont pré-formatés par le logiciel. Ils ne sont ni en capitales, ni en gras.
- Le texte ne doit pas être écrit en capitales (les noms de famille non plus), ni en gras, ni en italique, ni en « petit »…
- Le gras n'est utilisé que pour surligner le titre de l'article dans l'introduction, une seule fois.
- L'italique est rarement utilisé : mots en langue étrangère, titres d'œuvres, noms de bateaux, etc.
- Les citations ne sont pas en italique mais en corps de texte normal. Elles sont entourées par des guillemets français : « et ».
- Les listes à puces sont à éviter, des paragraphes rédigés étant largement préférés. Les tableaux sont à réserver à la présentation de données structurées (résultats, etc.).
- Les appels de note de bas de page (petits chiffres en exposant, introduits par l'outil «  Source ») sont à placer entre la fin de phrase et le point final[comme ça].
- Les liens internes (vers d'autres articles de Wikipédia) sont à choisir avec parcimonie. Créez des liens vers des articles approfondissant le sujet. Les termes génériques sans rapport avec le sujet sont à éviter, ainsi que les répétitions de liens vers un même terme.
- Les liens externes sont à placer uniquement dans une section « Liens externes », à la fin de l'article. Ces liens sont à choisir avec parcimonie suivant les règles définies. Si un lien sert de source à l'article, son insertion dans le texte est à faire par les notes de bas de page.
- La présentation des références doit suivre les conventions bibliographiques. Il est recommandé d'utiliser les modèles {{Ouvrage}}, {{Chapitre}}, {{Article}}, {{Lien web}} et/ou {{Bibliographie}}. Le mode d'édition visuel peut mettre en forme automatiquement les références.
- Insérer une infobox (cadre d'informations à droite) n'est pas obligatoire pour parachever la mise en page.

Pour une aide détaillée, merci de consulter Aide:Wikification.
Si vous pensez que ces points ont été résolus, vous pouvez retirer ce bandeau et améliorer la mise en forme d'un autre article.

La prise d'acte de la rupture du contrat de travail est un mode de rupture unilatérale du contrat de travail à l'initiative du salarié qui rompt instantanément le contrat de travail et ouvre droit pour le salarié à la remise sans délais de ses documents légaux de fin de contrat. De par sa nature, la prise d'acte permet au salarié, sous certaines conditions jurisprudentielles, de ne pas effectuer de préavis. 
Le salarié prend toutefois le risque de voir sa prise d'acte requalifiée en démission. 
Cette rupture particulière du contrat de travail de droit privé est définie par la jurisprudence. 

## Conditions
Trois arrêts rendus le 31 octobre 2006 par la Chambre sociale de la Cour de Cassation sont venus préciser les conditions de qualification (Arrêts n°2452, n°2458, n°2459).
La prise d'acte suppose que qu'il existe des manquements de l'employeur suffisamment graves pour empêcher la poursuite du contrat de travail (ex : non paiement du salaire, manquements à la prévention des risques professionnels ou d'hygiène et sécurité...). Sur la forme, un écrit est préférable pour prouver la réalité de la prise d'acte.
Le Conseil de prud'hommes saisi par le salarié a ensuite un mois pour examiner si les conditions sont remplies. Il examine notamment si les conditions de cette rupture sont bien liées à une contrainte exercée par l'employeur. La décision du Conseil de prud'hommes peut être contestée devant la cour d'appel.

## Effets
Les effets de la prise d'acte reconnue par le conseil de prud'hommes sont ceux d'un licenciement sans cause réelle et sérieuse, c'est-à-dire notamment le paiement d'une indemnité de licenciement, la remise d'une attestation Pôle emploi rectifiée ouvrant droit aux ARE, le paiement du préavis non effectué...

## Risque de requalification en démission
Si les conditions ne sont pas remplies, le conseil de prud'hommes requalifie la prise d'acte en démission. Dans ce cas, le salarié devient alors potentiellement redevable d’une indemnité pour non-respect du préavis à moins que le salarié n'ait été dans l’impossibilité d’exécuter le préavis (ex : en cas d’arrêt maladie au moment de la prise d'acte). 